# Palazzo Chigi Zondadari
Palazzo Chigi Zondadari si trova a Siena, in piazza del Campo. È il primo palazzo che si incontra nell'emiciclo dallo sbocco di via dei Rinaldini (detto anche Chiasso Largo).

## Storia e descrizione
Si tratta di un palazzo di origine trecentesca, rifatto nel 1724 su progetto di Antonio Valeri. Le sale interne vennero affrescate da vari artisti, tra cui Marco Benefial, Placido Costanzi e Giuseppe Colignon, mentre alcune pitture su tela sono opera di Giambattista Marchetti, pittori romani chiamati appositamente da Giuseppe Flavio Chigi Zondadari.
Il cognome Zondadari è tipicamente senese e anticamente era "Zendadari", cioè venditori di "zendadi", ovvero i tessuti di seta.
All'interno è conservato un busto di Alessandro VII Chigi, opera di Gianlorenzo Bernini.